# Jørgen Nicolai
Jørgen Nicolai (født i 1971 eller 1972) er en dansk soldat og forfatter, der blev kendt da han i 2015 tog til Syrien for at slutte sig til de kurdiske styrker i kampen mod Islamisk Stat. Han har udgivet bogen Heval om sine oplevelser i den forbindelse. Jørgen Nicolai har derudover udgivet børnebogen Noah, den lille sømand, inspireret af sin opvækst i det maritime Svendborg. 
Jørgen Nicolai er søn af en skibsfører og er selv tidligere sømand, og har derudover en fortid i det danske forsvar.
Bogen Heval har opnået stor opmærksomhed også uden for Danmarks grænser ikke mindst fordi den er skrevet af en soldat ved fronten i Syrien. Bogen og dens indhold er beskrevet i Artikler i Spiegel, Daily Mail og New York times bl.a.
Bogen Heval har ligeledes medvirket til at Folketinget har haft en lang og heftig debat omkring danskeres optagelse i fremmede magters militære enheder. Dette har bl.a. Medført at danskere ikke længere kan rejse frit til visse krigsområder i Irak og Syrien. Disse tiltag har dog mest haft fokus på danskere der har tilsluttet sig Daesh (Islamisk Stat).